# Tricomonosi
La tricomonosi o tricomoniasi és una malaltia de transmissió sexual i una protozoosi produïda per la Trichomonas vaginalis, produint vaginitis en les dones, i uretritis tant en homes com en dones; ocasionalment poden produir cervicitis en les dones i, més rarament, prostatitis en els homes.
Les dones poden notar que el seu fluix vaginal és més abundant que usualment, de color grisós o verdós, escumós i amb una olor característica a ranci. Les dones triguen entre cinc dies i quatre setmanes a tenir els símptomes. Altres símptomes que poden notar és picor o envermelliment de la vulva i la vagina. Els homes poden presentar supuracions al penis i coïssor en orinar o ejacular. Pot ser que no presenti símptomes.
Es tracta amb antibiòtics. Cal usar preservatiu a les relacions sexuals per a no contagiar la parella i com a prevenció.

## Transmissió
La tricomonosi es transmet durant les relacions sexuals (vaginals) no protegides amb una persona infectada, per contacte amb les secrecions genitals del penis o de la vagina. També pot contagiar-se en compartir joguines sexuals.
Un home infectat per tricomonosi, encara que mai no n'hagi tingut símptomes o aquests hagin desaparegut al cap d'unes quantes setmanes sense seguir tractament, pot continuar infectant o reinfectant la seva o les seves parelles sexuals. Si fa el tractament, però, es talla la transmissió.
Una persona que ha tingut infecció per tricomonosi pot tornar-se a infectar si no pren les mesures de prevenció adequades, encara que hagi rebut tractament i s'hagi curat d'un episodi previ.

## Símptomes
Més del 50% de les persones infectades són asimptomàtiques i, per tant, no saben que estan infectades, tret que es facin la prova diagnòstica. Quan n'hi ha símptomes, des del contagi fins a la seva aparició poden passar de quatre dies a cinc setmanes en el cas de les dones, i al voltant de cinc dies en el cas dels homes.
Les manifestacions en la dona són presència de fluix vaginal espumós de color groc verdós i una olor forta. A més, la infecció pot provocar, en orinar, irritació i picor en l'àrea genital, o menys freqüentment molèsties durant les relacions.
En l'home, moltes vegades no apareixen símptomes. Quan ho fan, es presenten localment amb irritació i vermellor del penis. A més hi una lleu secreció uretral i sensació de coïssor en orinar.

## Diagnòstic
Hi ha unes proves específiques per diagnosticar la tricomonosi. Generalment cal agafar una mostra de les secrecions vaginals en el cas de la dona, o uretrals en el cas de l'home, per realitzar-les.

## Tractament
La tricomonosi es cura fàcilment amb antibiòtic oral. El metronidazole és el més comú per tractar aquesta infecció. Us el podeu prendre per via oral en una dosi única. No prengueu begudes alcohòliques fins passats dos dies d'haver pres la medicació, ja que pot provocar nàusees i vòmits. No mantingueu relacions sexuals fins que s'hagi acabat el tractament i hagin desaparegut les manifestacions clíniques de la malaltia. En el cas que el tractament consisteixi en una sola dosi, espereu una setmana més.
És important que la parella o parelles sexuals d'una persona infectada visitin el metge o la metgessa per poder ser valorades i rebre el tractament antibiòtic corresponent.

## Prevenció
La tricomonosi es pot prevenir de la mateixa manera que moltes altres infeccions de transmissió sexual, és a dir, amb la utilització correcta del preservatiu en les pràctiques sexuals amb penetració.
La persona diagnosticada i tractada de tricomonosi hauria d'informar la seva o les seves parelles sexuals recents, independentment que presenti símptomes o no, per tal que rebin, si és necessari, el tractament adequat. També es recomana no mantenir relacions sexuals fins que no s'hagi acabat el tractament ni hagin desaparegut els símptomes.
Les persones infectades que no presenten simptomatologia poden transmetre igualment la infecció a d'altres sense saber-ho. Encara que hagi rebut tractament i s'hagi curat d'un episodi previ, qui ha tingut infecció per tricomonosi pot tornar-se a infectar si no pren les mesures de prevenció adequades.